# يوهان ليند
يوهان ليند (بالإنجليزية: Johan Linde)‏ (مواليد 27 يونيو 1983) هو ملاكم أسترالي، مثّل بلاده في الألعاب الأولمبية الصيفية 2012.

## روابط خارجية
يوهان ليند على موقع بوكس ريك (الإنجليزية) (registration required)
- يوهان ليند على موقع اللجنة الأولمبية الدولية (الإنجليزية)
- يوهان ليند على موقع أوليمبيديا (الإنجليزية)
- يوهان ليند على موقع اللجنة الأولمبية الأسترالية (الإنجليزية)